# 76e Legerkorps (Wehrmacht)
Het Duitse 76e Legerkorps (Duits: Generalkommando LXXVI. Armeekorps) was een Duits legerkorps van de Wehrmacht tijdens de Tweede Wereldoorlog. Het korps was gedurende zeer korte tijd actief in Centraal-Frankrijk. 

## Krijgsgeschiedenis

### Oprichting
Het 76e Legerkorps werd opgericht op 29 juni 1943 in Frankrijk rond Clermont-Ferrand met gebruikmaking van delen van het 66e Reservekorps.

### Inzet
Het korps kwam niet in actie, aangezien het al binnen een maand na vorming weer omgedoopt werd.

Het 76e Legerkorps werd op 22 juli 1943 in Frankrijk rond Clermont-Ferrand omgedoopt in 76e Pantserkorps.

## Bovenliggende bevelslagen
| Leger              | Legergroep     | Plaats/regio       | Begin        | Eind         |
| ------------------ | -------------- | ------------------ | ------------ | ------------ |
| direct onder bevel | Heeresgruppe D | Centraal-Frankrijk | 29 juni 1943 | 22 juli 1943 |

## Commandanten
| Rang            | Naam          | Begin        | Eind         |
| --------------- | ------------- | ------------ | ------------ |
| Generalleutnant | Traugott Herr | 29 juni 1943 | 22 juli 1943 |